# Park Narodowy Bonaire
Park Narodowy Bonaire – jeden z najstarszych morskich rezerwatów na świecie zlokalizowany na Morzu Karaibskim. Jego powierzchnia wynosi 27 km2 i obejmuje wody między wyspami Bonaire oraz Klein Bonaire. Park został utworzony w 1979 roku, a w 1999 roku otrzymał status parku narodowego.
W 2011 roku park został wpisany na listę informacyjną UNESCO.

## Flora i fauna
Park jest siedliskiem ponad 50 gatunków koralowców oraz 350 gatunków ryb rafowych, a także pełni rolę ważnego miejsca lęgowego dla żółwi morskich.